# Wiktorija Jermoljewa
Wiktorija (Wika) Jermoljewa (ukr. Вікторія Єрмольєва, ros. Виктория Ермольева; ur. 2 listopada 1978 w Kijowie) – ukraińska pianistka. Karierę rozpoczęła jako klasyczna pianistka, wygrywając kilka międzynarodowych konkursów pianistycznych, później zyskała większą popularność na serwisie YouTube jako vkgoeswild, gdzie regularnie zamieszczała wiele utworów głównie rockowych, zaaranżowanych na fortepian. Po sukcesie odniesionym na serwisie YouTube, zaniechała całkowicie kariery klasycznej pianistki.

## Studia
Po ukończeniu studiów na Ukraińskiej Narodowej Akademii Muzycznej im. Piotra Czajkowskiego w Kijowie w 2000 roku, podjęła naukę na studiach podyplomowych w Akademii Muzycznej im. Ferenca Liszta w Budapeszcie (ukończone) oraz na Międzynarodowej Akademii Fortepianu w mieście Imola we Włoszech. Dalszą edukację odbyła na Codarts Academy of Music and Modern Dance w Rotterdamie.

## Kariera
Od 2006 roku skoncentrowała się na graniu muzyki rockowej, w dużej mierze wykonując ciężkie utwory z gatunku muzyki metalowej. Jej opracowania mają miliony odsłon na serwisie YouTube, a liczba subskrybentów kanału przekroczyła 500 tys. Wśród opracowanych utworów znajdują się również ścieżki filmowe, których zapisy nutowe nie są powszechnie dostępne.
29 stycznia 2011 roku zagrała swój pierwszy koncert rockowy w Reykjaviku wraz z perkusistą Brianem Viglione’em. W październiku 2010 zagrała na koncercie w ramach Targów Democamp na MTP w Poznaniu.